# ビューエル

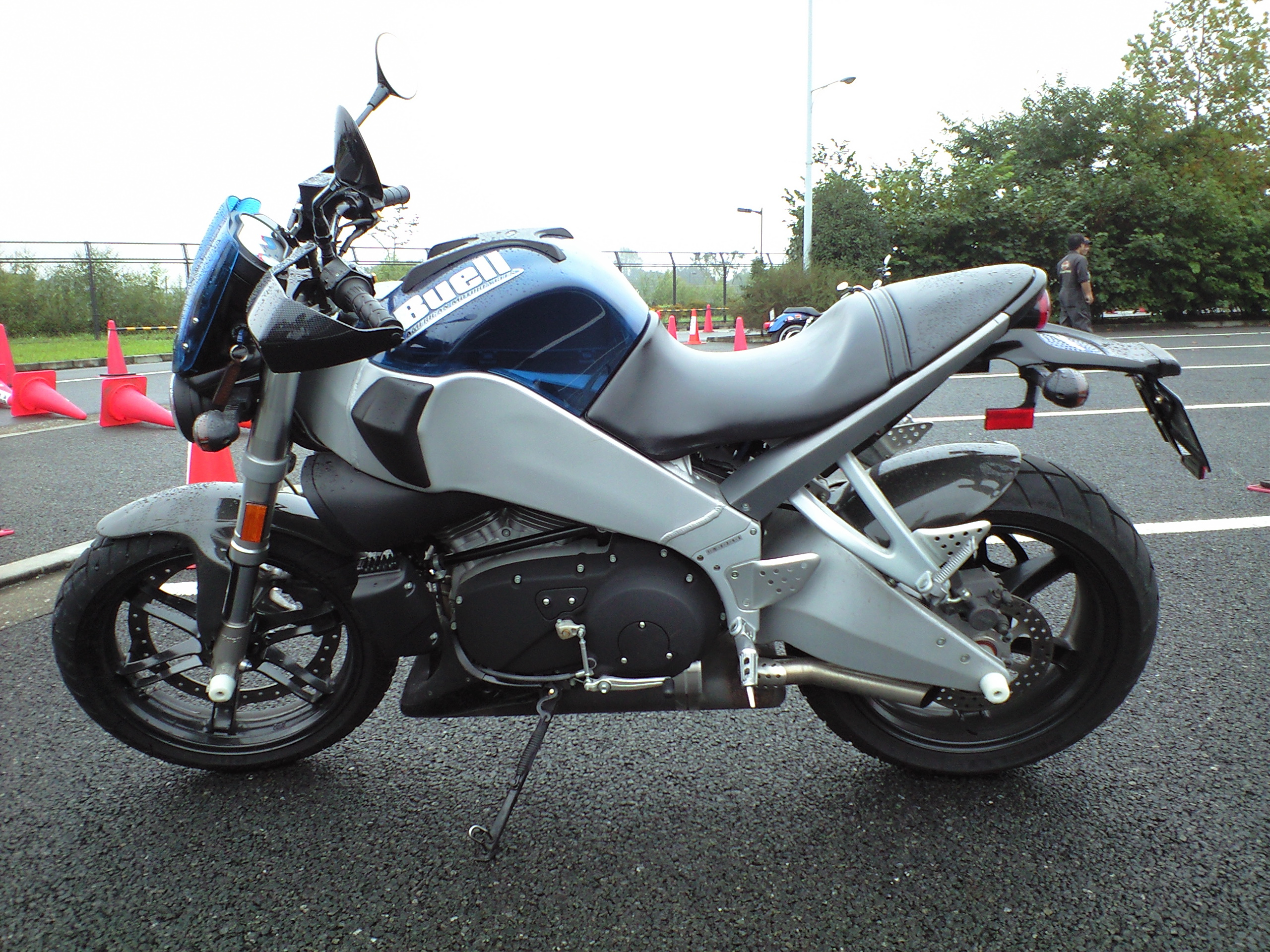
ビューエル ライトニングXB12Ss 2009年モデル

ビューエル (Buell) は、アメリカ合衆国で生産されていたオートバイのブランドである。
本項では現在のエリック・ビューエル・レーシングについても記述する。

## 概要
1983年に当時ハーレーダビッドソンのエンジニアだったエリック・ビューエルがイギリス・バートン社製2サイクル四気筒エンジンを搭載したオリジナルバイクの「RW750」を製作したことを機に、1986年ビューエルモーターサイクルカンパニーを設立した。
ウィスコンシン州に設立した当時は、ハーレーダビッドソン製のエンジンをオリジナルフレームにマウントし、ハーレーダビッドソンと異なるロードスポーツバイクを製作し販売していた。
1998年、ハーレーダビッドソンにより買収されて社内ブランドとなってからは、必然的に「自社製」のエンジンを搭載したバイクを製造しているが、エンジン部品をハーレーダビッドソンブランドの車両と共通にして用いることが多くなり、ハーレーダビッドソン車両全体の近代化に貢献した面がある。
S1Wホワイトライトニングでは、専用ピストンとシリンダーヘッドを採用した「サンダーストームエンジン」を搭載し、ハーレーダビッドソン系純正エンジンでは初めて100馬力を超えたとされている。
また2008年にはロータックス製水冷エンジンを搭載する1125シリーズを発売した。
ビューエルはアメリカ生産のスポーツバイクとしてユーザーからも一定の評価受けていたが、2009年10月にハーレーダビッドソン本社は第3四半期の売上低迷を受けてビューエルの生産を2009年10月末をもって中止し、スポーツ・バイク分野からは撤退することを発表した。

## ビューエルの特徴

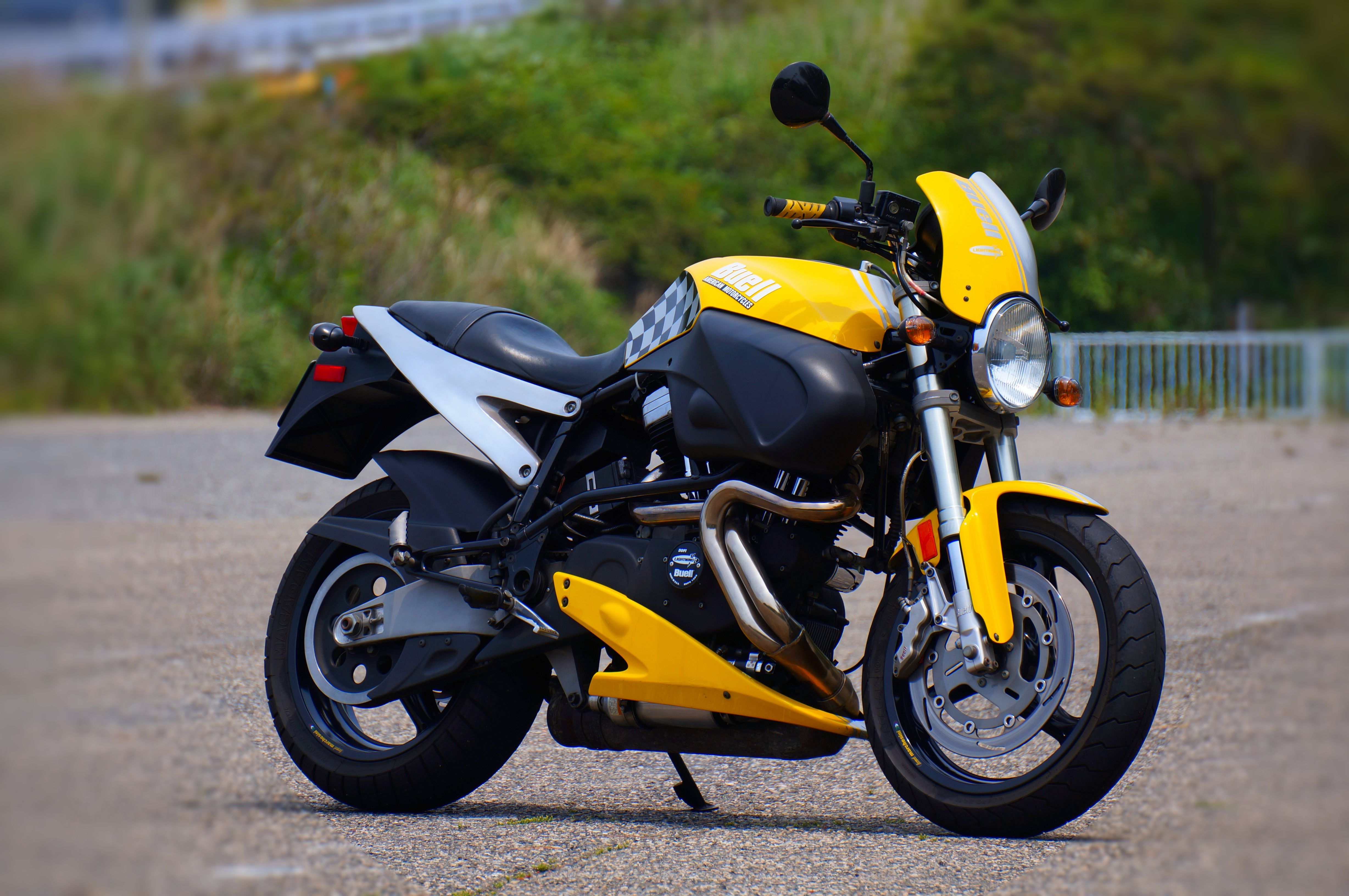
ライトニングX-1（2000年モデル）

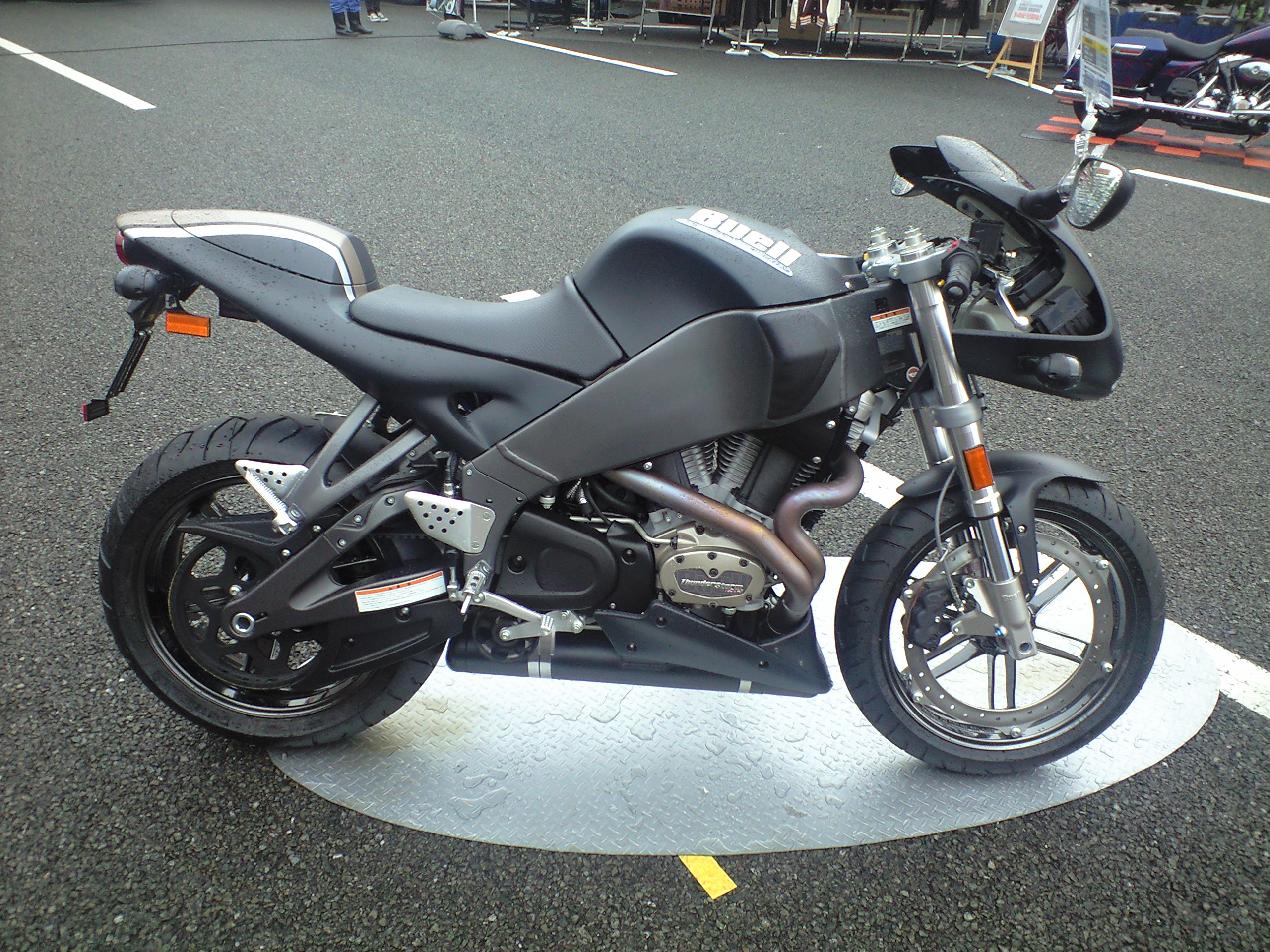
ファイヤーボルトXB12R

ビューエルのオートバイは、他のメーカーにない特徴を持っている。
- ラバーマウントによりフレームとエンジンを繋ぎ、振動の抑制を図っている。
- マフラーやサスペンションエンジンなど重い部品を車体中心の低部に集中させている。(マスの集中化)
- スポーツスター系エヴォリューションエンジンをベースに独自のチューニングを施し、既存のOHVエンジンとは一線を画したエンジンレスポンス。
- 大径シングルローターを採用したフロントブレーキ。

XBシリーズに移行してからは、250ccクラス並の極端なショートホイールベースとリムマウントのフロントブレーキローターが更なる特徴となった。メインフレームはイタリア・ベルリッキ社製「フューエル・イン・フレーム」（ステム後方のメインフレーム上部に給油口が有り、フレームの内部が燃料タンクになっている）であり、ブレンボ社製スイングアームにオイルタンクを内蔵するなど、更なる高剛性化とマスの集中化が行われている。極端に立ったキャスター角やホイールリムマウントの大径シングルディスクブレーキを採用しており、コーナリング性能を重視している。
また、通常燃料タンクがあるべき位置にエアクリーナボックスを配置したダウンドラフト型フューエルインジェクションシステムを採用している。

## シリーズ車種
- サンダーボルト-ツアラータイプ。
- ファイヤーボルト - フロントカウルつきのスポーツタイプ。
- ライトニング、サイクロン - ネイキッドタイプ。
- ユリシーズ  - 2006年モデルから追加されたデュアルパーパスモデル。舗装路・未舗装路を問わない走行性能を持ち、今までのロードスポーツ一辺倒だったラインナップに新しく加わった。
- ブラスト！-アメリカにおけるビギナーライダー向けに開発された単気筒モデル。（日本未発売）

| Model                       | year      | HP@RPM      | Torque@RPM | 排気量(cc) | 乾燥重量（ポンド） | ホイールベース（インチ） | レイク角（°） | トレール（インチ） |
| --------------------------- | --------- | ----------- | ---------- | ---------- | ------------------ | ------------------------ | ------------- | ------------------ |
| RW 750                      | 1984      | 163.5@10500 | 83.6@9500  | 748        | 304                | 55.5                     | 26            | 4.5                |
| RR 1000 Battle Twin         | 1986-1988 | 70@5600     | 70@4400    | 997.5      | 440                | 55.5                     | 25            | 4.6                |
| RR 1200 Battle Twin         | 1988-1989 | 68@6000     | 72@4000    | 1203       | 440                | 55.5                     | 25.5          | 4.3                |
| RS 1200 Westwind            | 1989-1990 | 68@6000     | 72@4000    | 1203       | 450                | 55.5                     | 25.5          | 4.3                |
| RS 1200-5,RSS 1200 Westwind | 1991-1993 | 68@6000     | 72@4500    | 1203       | 450                | 55                       | 25            | 3.9                |
| S2 Thunderbolt              | 1994-1996 | 76@5200     | 76@5200    | 1203       | 450                | 55                       | 25            | 3.9                |
| S1 Lightning                | 1996-1998 | 91@5800     | 85@5200    | 1203       | 425                | 55                       | 25            | 3.9                |
| S3 Thunderbolt              | 1997      | 91@5800     | 87@5200    | 1203       | 450                | 55                       | 25            | 3.9                |
| S3T Thunderbolt             | 1997      | 91@5800     | 87@5200    | 1203       | 465                | 55                       | 25            | 3.9                |
| M2 Cyclone                  | 1997-1998 | 83@5800     | 80@4500    | 1203       | 435                | 55                       | 25            | 3.9                |
| S1W White Lightning         | 1998      | 101@6000    | 90@5500    | 1203       | 425                | 55                       | 25            | 3.9                |
| S3 Thunderbolt              | 1998-     | 101@6000    | 90@5500    | 1203       | 450                | 55                       | 25            | 3.9                |
| S3T Thunderbolt             | 1998-     | 101@6000    | 90@5500    | 1203       | 465                | 55                       | 25            | 3.9                |
| M2 Cyclone                  | 1999-     | 91@6000     | 85@4900    | 1203       | 435                | 55                       | 24.5          | 3.8                |
| X1 Lightning                | 1999-2002 | 101@6000    | 90@5500    | 1203       | 440                | 55                       | 23            | 3.5                |
| BLAST                       | 2000-     | 34@6500     | 30@5500    | 492        | 360                | 55.3                     | 25            | 3.4                |
| XB9R Firebolt               | 2003-2007 | 92@7200     | 70@5500    | 984        | 385                | 52                       | 21            | 3.3                |
| XB9S Lightning              | 2002-     | 92@7200     | 70@5500    | 984        | 385                | 52                       | 21            | 3.3                |
| XB12R Firebolt              | 2004-     | 103@6800    | 84@6000    | 1203       | 395                | 52                       | 21            | 3.3                |
| XB12S Lightning             | 2004-     | 103@6800    | 84@6000    | 1203       | 395                | 52                       | 21            | 3.3                |
| XB9SX Lightning City Cross  | 2005-     | 92@7200     | 70@5500    | 984        | 385                | 52                       | 21            | 3.3                |
| XB12X Ulysses               | 2006-     | 103@6800    | 84@6000    | 1203       | 425                | 54.1                     | 23.5          | 4.8                |
| XBRR (Racing)               | 2006-     | 150@8000    | 100@6400   | 1338       | 362                | 52.8                     | 21            | 3.4                |
| XB12S Lightning Long        | 2007-     | 103@6800    | 84@6000    | 1203       | 400                | 54                       | 23.5          | 4.7                |
| XB12STT Lightning Super TT  | 2008      | 103@6800    | 84@6000    | 1203       | 400                | 54                       | 23.1          | 4.7                |
| 1125R                       | 2008-     | 146@9800    | 82@8000    | 1175       | 375                | 54.6                     | 21            | 3.3                |

## エリック・ビューエル・レーシング
ハーレーダビッドソンの撤退直後、エリック・ビューエルはエリック・ビューエル・レーシング（Erik Buell Racing、略称:EBR）を設立し、再び自社製スポーツバイクの生産を目指すことになった。
2012年よりインドのヒーロー・モトコープと技術提携し、2013年には株式の過半数譲渡によりヒーロー傘下となる。2014年にはスーパーバイク世界選手権にシリーズ参戦した。
2015年にはヒーロー・モトコープとのパートナーシップ解消により破産。2016年に競売によりLiquid Asset Partnersが買収。

## FUELL
2019年、エリック・ビューエルは新ブランド「FUELL」を設立し、電動オートバイ、電動自転車の開発をすることとなった。